# Miéry
Miéry település Franciaországban, Jura megyében. Lakosainak száma 139 fő (2022. január 1.). Miéry Frontenay, Plasne, Saint-Lothain, Passenans és Poligny községekkel határos.

## Népesség
A település népességének változása:
| Lakosok száma | 154  | 113  | 105  | 131  | 156  | 154  | 152  | 152  | 152  | 139  |
|               | 1968 | 1982 | 1990 | 2006 | 2013 | 2015 | 2017 | 2019 | 2020 | 2022 |